# Rena myopica
Rena myopica là một loài rắn trong họ Leptotyphlopidae. Loài này được Garman mô tả khoa học đầu tiên năm 1884.